# Руфер, Алекс
Алекс Артур Руфер (англ. Alex Arthur Rufer; 12 июня 1996, Веллингтон, Новая Зеландия) — новозеландский футболист, полузащитник клуба «Веллингтон Феникс» и сборной Новой Зеландии.
Отец Алекса — профессиональный футболист Шейн Руфер, а дядя Уинтон Руфер — лучший футболист Океании XX века.

## Клубная карьера
Руфер начал профессиональную карьеру в клубе «Вайрарапа Юнайтед». В том же году он перешёл в «Веллингтон Феникс». 9 февраля 2014 года в матче против «Ньюкасл Юнайтед Джетс» он дебютировал в A-Лиге, заменив во втором тайме Мэттью Ридентона.

## Международная карьера
В 2013 году в составе юношеской сборной Новой Зеландии Руфер принял участие в юношеском чемпионате мира в ОАЭ. На турнире он сыграл в матчах против команд Уругвая, Италии и Кот-д’Ивуара.
В 2015 году Алекс принял участие в домашнем молодёжном чемпионате мира. На турнире он сыграл в матчах против команд Украины, Мьянмы и Португалии.
7 сентября 2015 года в товарищеском матче против сборной Мьянмы Руфер дебютировал за сборную Новой Зеландии, заменив во втором тайме Джереми Броки.
В 2017 году Руфер принял участие в Кубке конфедераций в России. На турнире он был запасным и на поле не вышел.